# Bataille de Brody (1944)
Pour les articles homonymes, voir Bataille de Brody.
La bataille de Brody a eu lieu du 14 au 22 juillet 1944. L'actuelle ville de Brody se trouve en Ukraine, dans l'oblast de Lviv. Elle a été le théâtre d'une bataille de l'offensive Lvov–Sandomierz.

## La bataille
C'est un moment de la grande offensive soviétique (opération Bagration - offensive de Lvov–Sandomierz) au cours de laquelle le groupe d'armées Centre (comprenant entre autres la Division SS Galizien) fut anéantie.

## Après la guerre

### Armée insurrectionnelle
Après la défaite de Brody, de nombreux combattants continuent à lutter contre l'Armée rouge au sein de l'Armée insurrectionnelle ukrainienne (UPA), dans les Carpates jusqu'au milieu des années 1950.

### Exil
Les autres membres de la division choisissent l'exil au Canada, où réside une importante communauté ukrainienne. Dans son rapport établi en 1986, la commission canadienne de recherche sur les criminels de guerre affirme que :

« leur comportement [celui des anciens Waffen SS] depuis qu'ils sont venus dans ce pays a été bon et ils n'ont jamais indiqué de quelque façon que ce soit qu'ils avaient été infectés par l'idéologie nazie [...] Il semble qu'ils avaient été volontaires pour se battre contre l'Armée rouge pour des raisons nationalistes qui ont connu une forte impulsion provoquée par le comportement des autorités soviétiques durant l'occupation de la partie occidentale de l'Ukraine après la signature du pacte Germano-Soviétique. »

### Controverses
La controverse à ce propos est toujours en cours.